# Avant-Pays savoyard
Pour les articles homonymes, voir Savoie (homonymie).
L'Avant-Pays savoyard, anciennement Petit-Bugey ou Bugey savoyard voire Petit-Bugey savoyard, est une région naturelle française située à l'extrême ouest du département de la Savoie, dans une zone délimitée par la chaîne de l'Épine, le mont du Chat à l'est, le Guiers au sud-ouest et le Rhône au nord-ouest. Mais par bien des traits, il n'a rien de savoyard. Il est jurassien et non alpin par son histoire géologique et son relief. Par son histoire il se rattache au Dauphiné et la contrebande s'est longtemps moquée de la frontière très artificielle du Guiers comme le souligne l'aventure de Mandrin. La maison traditionnelle est celle du Dauphiné. Par ses spécialités fromagères comme l'emmental, il est exclu des appellations typiques de la Savoie alpine (beaufort, reblochon). Le lac d'Aiguebelette a longtemps attiré préférentiellement la clientèle lyonnaise.

## Toponymie
L'utilisation officielle de la dénomination Avant-Pays savoyard a été retenue pour la création du Syndicat mixte de l'Avant-Pays savoyard en 1985, puisque aucune des autres appellations historiques (cf. paragraphe suivant) ne correspondaient véritablement à l'ensemble du territoire. Cette expression était d'ailleurs utilisée par le géographe Henri Onde dans un article daté de l'année 1951.
Au Moyen Âge, il a pu être désigné comme « la Novalaise », par exemple dans les actes des premiers comtes de Savoie. Tout ou partie de la région a pu porter historiquement les noms de « Petit-Bugey » ou de « Bugey savoyard », voire de « Petit-Bugey savoyard », par opposition à la partie du Bugey, ancien pagus Bellicensis dérivé du nom Bellicium, Belley, devenue française en 1601. On trouve également la forme « pays des Quatre cantons ».
L'Avant-Pays savoyard est l'une des composantes de cet Avant-Pays alpin (Dauphinois, Savoyard et Suisse) constitué par les prolongements méridionaux des plis du Jura. Il est ainsi parfois désigné comme le « Jura savoyard » dans la littérature (cf. Traversée du Jura savoyard).

## Géographie

### Situation

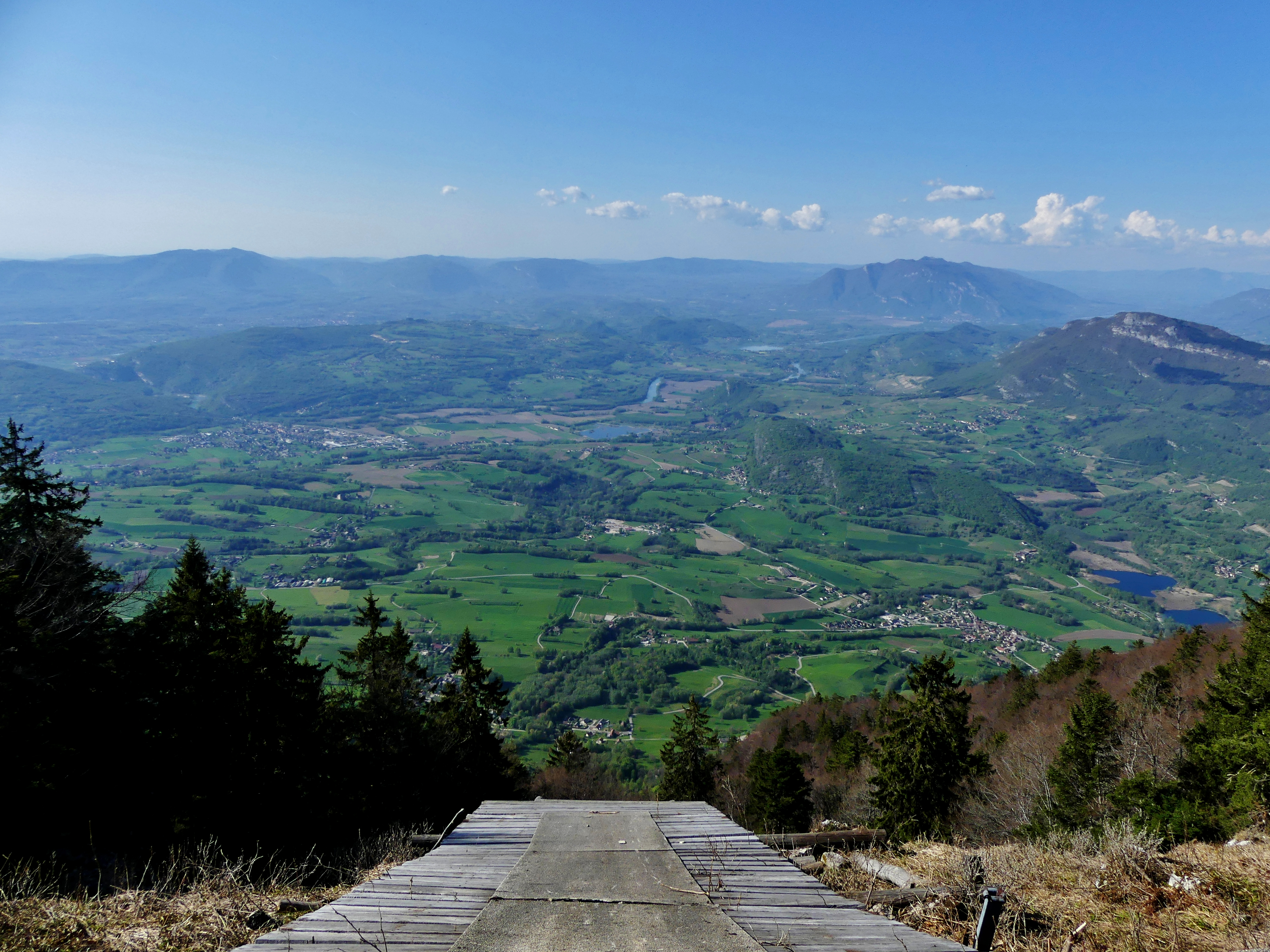
Nord de l'Avant-pays savoyard vu du mont du Chat, jusqu'au Rhône visible au loin.

Le territoire de l'Avant-Pays savoyard correspond à presque toute la partie ouest du département de la Savoie, limité en quasi-totalité par des barrières naturelles. En partant de l'ouest, ce sont le Rhône et le Guiers qui délimitent l'Avant-Pays, en allant vers le nord pour le premier, vers le sud pour le second. Ces deux cours d'eau marquent également les limites ouest du département. À l'est, la limite est matérialisée par le chaînon méridional du massif du Jura formé du mont du Chat et de la chaîne de l'Épine, puis par l'extrémité nord du massif de la Chartreuse (Alpes). Au niveau des quelques rares zones sans barrière naturelle, ce sont les limites des communes qui sont implicitement retenues, comme celles de Saint-Thibaud-de-Couz dans le vallon séparant l'Épine et la Chartreuse, au nord de Lucey entre le Rhône et le mont Landart, ou au sud aux limites avec le département de l'Isère.
Pour autant, l'Avant-Pays savoyard peut avoir des limites différentes en fonction de certains organismes. Le site Avant-Pays savoyard tourisme incluait par exemple la commune de Chanaz au nord de Lucey, ainsi que quelques communes situées en Isère. À l'inverse, l'Insee détermine un territoire moins vaste, s'étendant de Jongieux (au sud de Lucey) à Saint-Genix-sur-Guiers, n'intégrant que 17 communes au lieu des 46 habituellement retenues.

### Hydrographie
Le Rhône et le Guiers situés en périphérie ouest sont donc les plus importants cours d'eau du territoire, bien que coexistent des rivières tels l'Hyères et le Cozon du côté de la Chartreuse, et de plus petits ruisseaux comme le Flon ou le Merdaret. En outre, l'Avant-Pays savoyard est connu pour la présence du lac d'Aiguebelette. Il est le 2e plus grand lac naturel de Savoie après le lac du Bourget avec une superficie de 5,45 km2 et est surtout réputé pour la qualité de ses eaux et de son environnement, en raison d'un arrêté préfectoral de 1976 interdisant l'usage de bateaux à moteur thermique (à l'exception des services de secours) sur le lac. Le territoire possède également une autre étendue d'eau qu'est le lac de Saint-Jean-de-Chevelu, d'une superficie moins importante.
Enfin, l'Avant-Pays savoyard a une altitude moyenne assez basse malgré la présence du mont Tournier et en faisant abstraction des hauteurs constituées par le Jura et la Chartreuse. C'est par ailleurs sur son territoire que se situe la commune la moins élevée du département de la Savoie, à savoir Saint-Genix-sur-Guiers, à 210 m.

### Géologie et relief

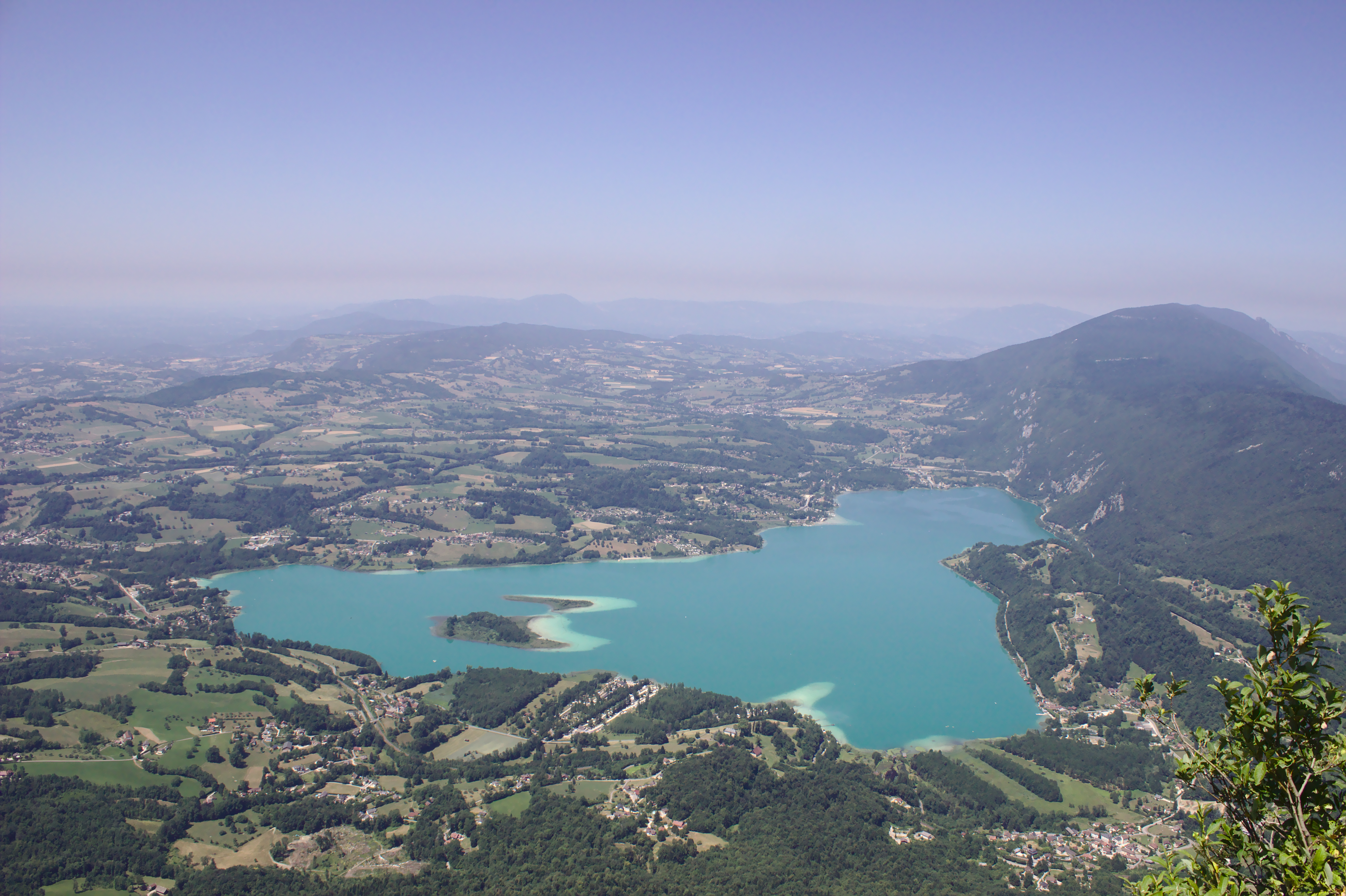
Synclinal de Novalaise entre mont Tournier à gauche et chaîne du mont du Chat à droite.

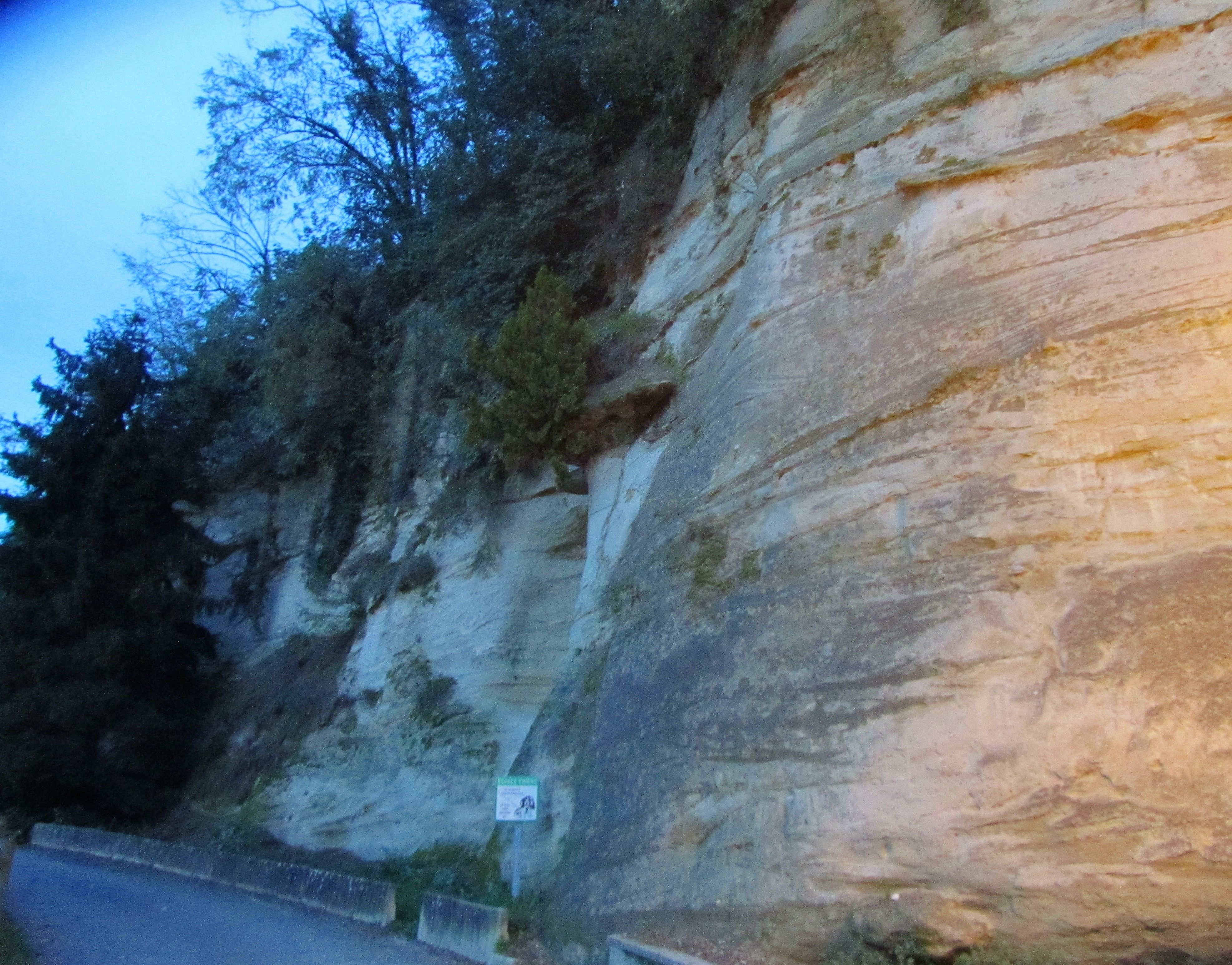
Falaise dans la molasse près de Pont-de-Beauvoisin.

La Savoie est un département alpin par excellence. Sa partie occidentale à l’ouest du Val du Bourget et du col de Couz, appartient, elle, géologiquement au Jura dont c’est la terminaison méridionale en pointe. On y trouve la conformité parfaite aux critères qui définissent cette chaîne à commencer par l‘âge jurassique des couches qui le constituent et leur faciès calcaire. L’ensemble a été affecté par la même déformation en plis, en contrecoup du soulèvement au Pliocène des massifs cristallins externes des Alpes. Se succèdent ainsi d’est en ouest trois éléments topographiques parallèles nord- sud caractéristiques de la morphologie jurassienne. L’alignement montagne de la Charvaz, mont du Chat, chaîne de l’Épine est un premier pli anticlinal (en relief) d’une quarantaine de kilomètres, d’altitude soutenue, culminant au signal du mont du Chat à 1 496 mètres et mesurant environ trois kilomètres de large. Lui succède vers l’ouest le synclinal (pli en creux) dit de Novalaise qui s’abaisse dans son centre à 375 mètres avec la cuvette du lac d’Aiguebelette. Vient enfin le deuxième anticlinal auquel on peut donner le nom de son point culminant : le mont Tournier (877 mètres). Il est d’une altitude moins soutenue et, après un abaissement de son axe en son centre au droit du lac, se relève jusqu’à 720 mètres dans les hauts de Saint-Franc avant d’être coupé par la cluse des gorges de Chailles. Dans le creux du synclinal a été conservée une épaisse couche de molasse tertiaire sur laquelle ont pu se former des sols argileux favorables au développement d’une économie orientée vers l’élevage,,.

## Voies de communication et transports
Depuis le XVIIe siècle, l'Avant-pays est plus pénétrable depuis le reste de la Savoie, avec le percement de plusieurs ouvrages :
- la Voie sarde, au XVIIe siècle,

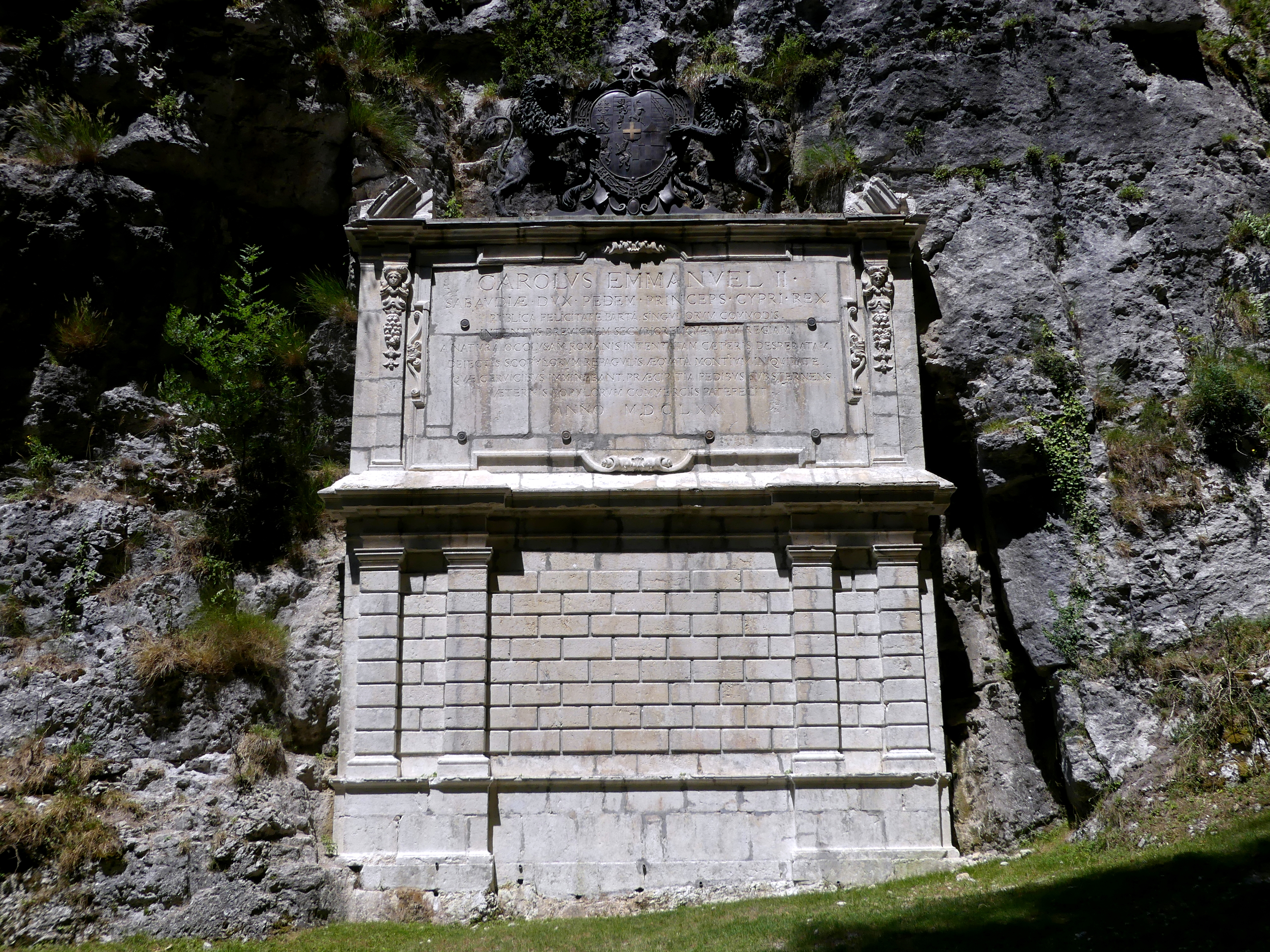
La stèle marquant la rénovation de la Route Royale, en 1652. « Charles Emmanuel II, duc de Savoie, prince de Piémont, roi de Chypre, après avoir assuré la félicité publique, s'être occupé de l'avantage de tous, renversant ici les barrières opposées par des rochers escarpés et menaçants, aplanissant les inégalités des montagnes, comblant les précipices, sous les pieds des voyageurs, a ouvert cette voie royale, plus courte, plus sûre, fermée par la nature, vainement entreprise par les Romains, abandonnée par d'autres, maintenant offrant à jamais un libre accès au commerce des peuples. »

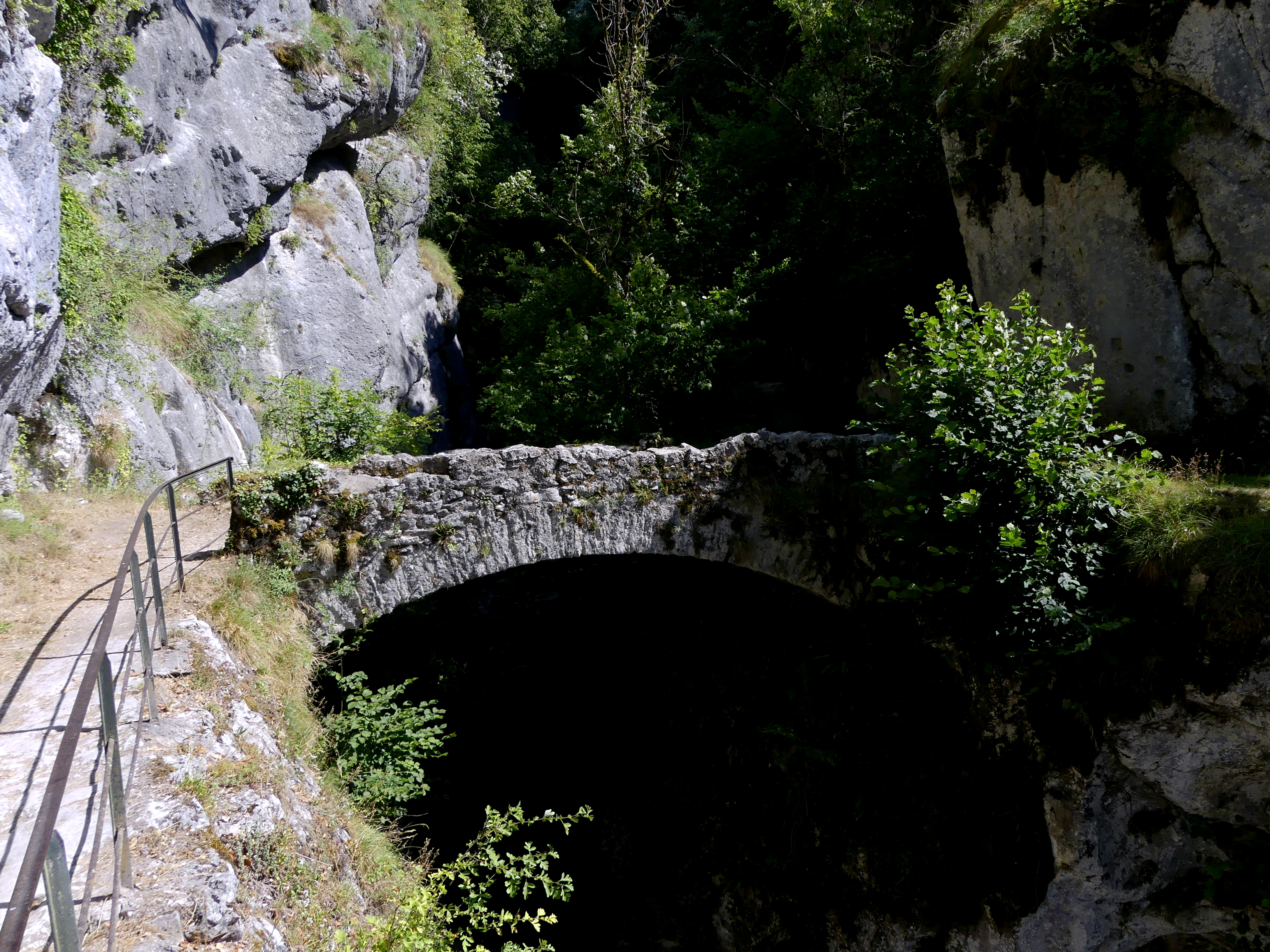
Le pont Saint-Martin dit pont « romain » permet la jonction entre les deux rives du Guiers.

- le tunnel des Échelles, sous le premier Empire, par le conseiller d'État chargé des Ponts et Chaussées du 1er Empire Emmanuel Crétet (enfant du pays) inauguré en 1820,
- le tunnel ferroviaire, à la fin du XIXe siècle,
- le tunnel du Chat, dans les années 1930,
- les tunnels autoroutiers de Dullin et de l'Épine (tube nord) en 1974, puis mise en service du deuxième tube (sud) du tunnel de l'Épine en 1991.

Les points d'entrée en Savoie restent toutefois limités à quelques passages :
- Le défilé de Pierre-Châtel, entre La Balme et Yenne, permettant l'accès en Chautagne
- La vallée du Guiers jusqu’à Saint-Béron.

### Voies routières

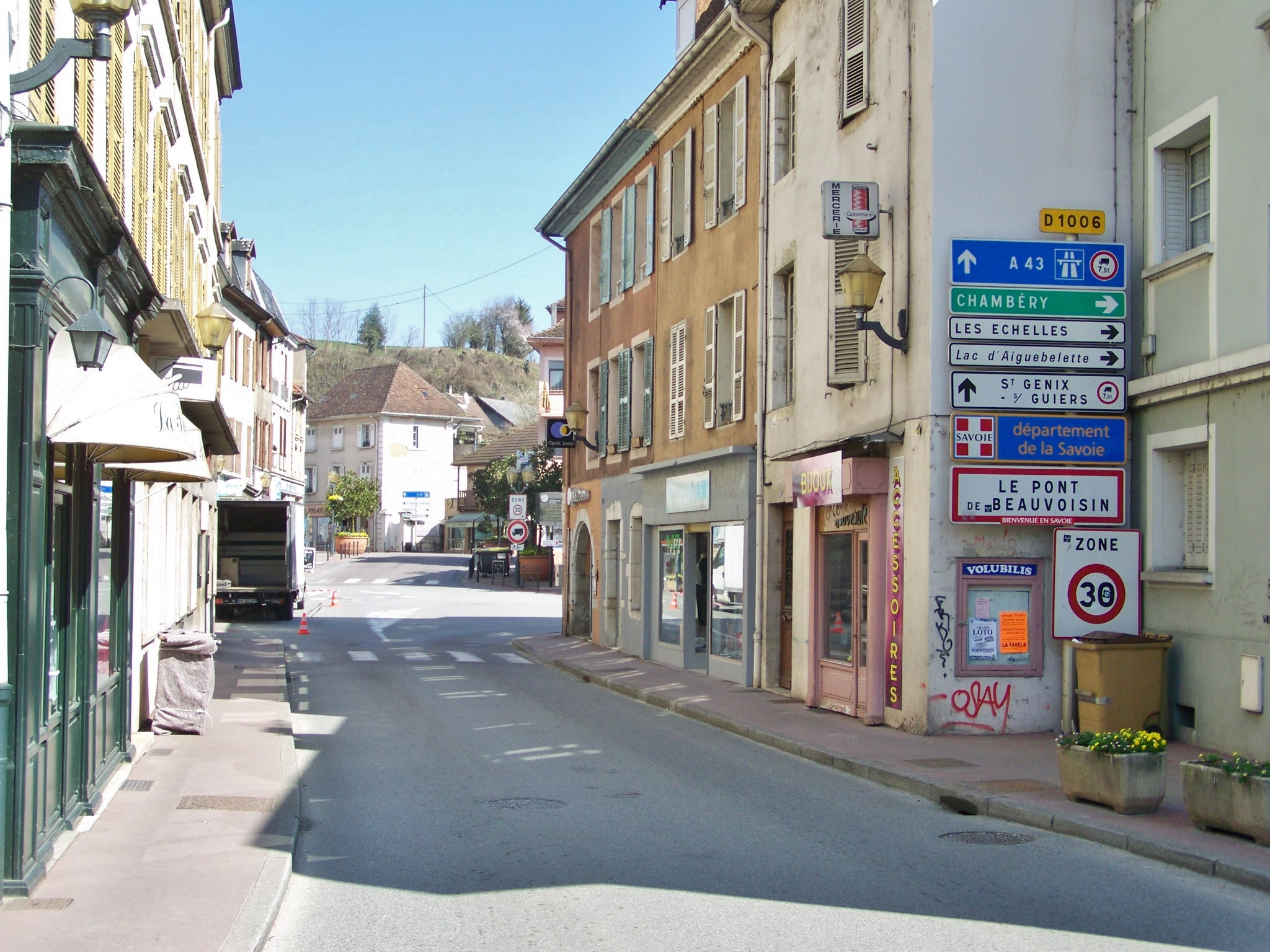
Entrée en Savoie et dans l'Avant-Pays par l'ex-RN 6 au Pont-de-Beauvoisin.

L'Avant-Pays savoyard est traversé d'ouest en est par l'autoroute A43 provenant de Lyon et conduisant à Chambéry, puis au tunnel du Fréjus vers l'Italie, ou encore Annecy, Grenoble et Genève après bifurcation sur l'autoroute A41 dans la cluse de Chambéry. L'autoroute pénètre dans l'Avant-Pays par la traversée du Guiers entre Saint-Genix-sur-Guiers et le Pont-de-Beauvoisin. Elle traverse alors dans un premier temps le mont Tournier par le tunnel de Dullin (du nom de la commune de Dullin) long de 1 600 m, puis contourne par le nord le lac d'Aiguebelette avant de franchir la chaîne de l'Épine par le tunnel de l'Épine, long de 3 200 m et de déboucher sur les hauteurs de la Motte-Servolex dans le bassin chambérien.
Le territoire de l'Avant-Pays savoyard est également desservi par l'ancienne route nationale 6 reliant Paris au col du Mont-Cenis (frontière avec l'Italie), aujourd'hui déclassée en route départementale en tant que D 1006. La route arrive de Lyon en traversant le chef-lieu de la commune du Pont-de-Beauvoisin et longe alors le Guiers en direction de la commune Les Échelles située plus au sud qu'elle traverse. L'ex-RN6 laisse le Guiers et la limite sud de l'Avant-Pays et prend une direction nord-est en longeant le vallon séparant le Jura et les Alpes, c'est-à-dire l'Épine d'un côté et la Chartreuse de l'autre et traversant notamment Saint-Thibaud-de-Couz avant de parvenir à Cognin, dernière étape avant Chambéry.
En outre, trois autres routes nationales de moindre importance reliaient la plupart des communes: les anciennes RN 521, RN 521c et RN 521d, aujourd'hui requalifiées en D 921, D921c et D921d. La première traverse l'Avant-Pays du nord vers le sud, soit de Lucey aux Échelles par Yenne et Novalaise notamment. La seconde, plus courte, ne dessert que les communes de Saint-Jean-de-Chevelu, Saint-Paul et Meyrieux-Trouet. La troisième enfin relie Nances à Saint-Alban-de-Montbel en contournant par le sud le lac d'Aiguebelette, soit par Aiguebelette-le-Lac et Lépin-le-Lac.
Finalement, et du fait de ses nombreuses barrières naturelles, les points d'entrée routiers (hors autoroute A43) dans l'Avant-Pays savoyard sont relativement limités :
- traversée du Rhône: 3 points d'entrée, à Lucey, Yenne et près de Champagneux ;
- traversée du Guiers jusqu'à Saint-Christophe: 8 points d'entrée, à Saint-Genix, le Pont-de-Beauvoisin (2 ponts), près de Saint-Béron, Les Échelles (2 ponts), Saint-Christophe (2 ponts) ;
- en Chartreuse: 5 points d'entrée, à Saint-Pierre-d'Entremont (2 ponts), vers Saint-Même, au niveau du col du Granier et entre Cognin et Saint-Thibaud-de-Couz ;
- traversée du Jura: 5 points d'entrée, route du col de l'Épine, route du signal du Mont du Chat, route du col du Chat, à Ontex et entre Saint-Pierre-de-Curtille et Lucey.

### Transport ferroviaire

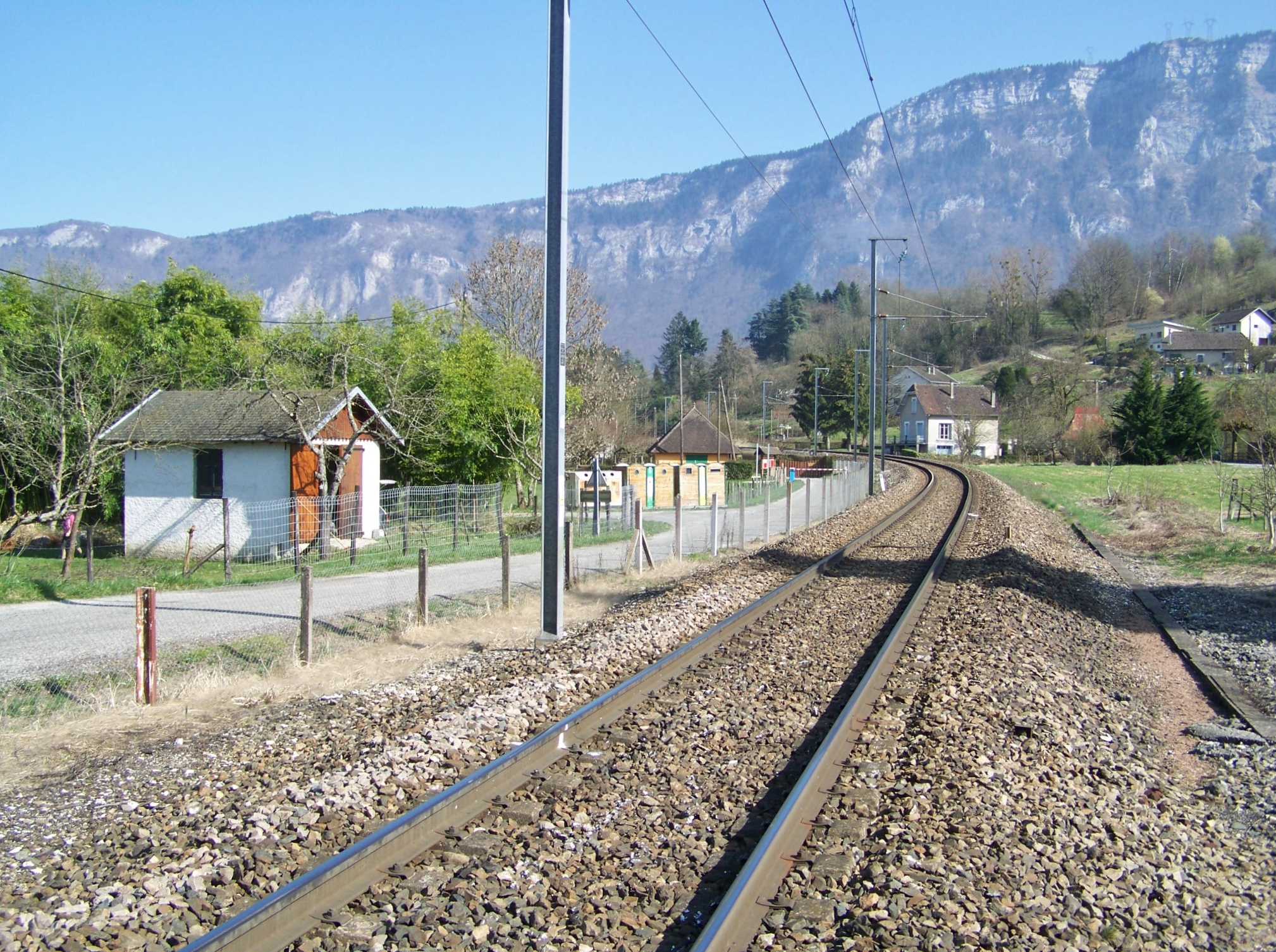
La ligne de Saint-André-le-Gaz à Chambéry passant à Lépin-le-Lac et se dirigeant vers Aiguebelette et l'Épine.

Après le rattachement de la Savoie à la France opérée en 1860, la compagnie ferroviaire du PLM décide la construction d'une ligne entre Chambéry et la ligne existante de Lyon à Grenoble par Bourgoin-Jallieu. Cette ligne est aujourd'hui selon la nomenclature officielle du réseau ferré national appelée ligne de Saint-André-le-Gaz à Chambéry. Elle avait pour buts de désenclaver l'Avant-Pays savoyard et le nord-Isère et de permettre des dessertes directes de Bourgoin-Jallieu ou de la Tour-du-Pin à Chambéry. La longueur totale de la ligne est donc relativement modeste (43 km) mais possède des rampes allant jusqu'à 25 ‰, en particulier au niveau de la Bridoire. À voie unique, la ligne est en outre électrifiée depuis 1985 et alimentée en 25 000 V alternatif.
Cette ligne, toujours en service, traverse l'Avant-Pays savoyard d'ouest en est au sud de l'axe autoroutier. Elle pénètre en Savoie au niveau du Pont-de-Beauvoisin, puis se dirige vers le village de Saint-Béron au sud-est avant d'entamer par le sud le contournement et « l'ascension » du chaînon méridional du mont Tournier en passant sur les hauteurs de la Bridoire. La ligne aborde alors les rives sud du lac d'Aiguebelette et dessert Lépin-le-Lac et Aiguebelette-le-Lac, avant de quitter l'Avant-Pays à travers le tunnel ferroviaire de l'Épine (3 076 m). Au total, du Guiers jusqu'à l'entrée du tunnel, la ligne parcourt environ 15 km dans l'Avant-Pays savoyard.
Aujourd'hui la ligne est desservie par des trains express régionaux circulant entre Lyon et Chambéry, parfois prolongés jusqu'à Modane et Bourg-Saint-Maurice et desservant les communes du Pont-de-Beauvoisin (gare située en Isère), de Saint-Béron, de Lépin-le-Lac et d'Aiguebelette-le-Lac, les anciennes haltes de Domessin-Le Bonnard et la Bridoire étant désormais fermées. Les TGV en provenance de Paris desservant Chambéry, Aix-les-Bains et Annecy passent également par la ligne mais n'y marquent aucun arrêt commercial.
Enfin, dans le cadre du projet de liaison ferroviaire entre Lyon et Turin en Italie (projet Lyon-Turin), l'Avant-Pays savoyard est directement concerné par les différents scénarios imaginés pour tenter d'améliorer la desserte ferroviaire à travers les Alpes, que ce soit par la création de nouvelles lignes ou par l'amélioration de la ligne existante.

### Transport aérien
L'aéroport le plus proche de l'Avant-Pays savoyard est l'aéroport de Chambéry - Savoie, situé au sud du lac du Bourget au niveau des communes de Voglans, de la Motte-Servolex et du Bourget-du-Lac. Plusieurs compagnies y offrent des vols réguliers en provenance et à destination de Grande-Bretagne, des Pays-Bas ou encore des pays de la Scandinavie. Des vols charters sont également nombreux durant la saison hivernale en raison de la proximité avec les stations de sport d'hiver, et il est aussi l'un des premiers aéroport français et européen en matière d'aviation d'affaires durant la cette même période hivernale en 2012.
Cet ensemble frontalier naturel marque une séparation avec les terres françaises de 1377 à 1860.

## Histoire
Les trois doyennés situés à l'est du Rhône, avec Yenne, et qui ne furent unis à la France qu'en 1860 formaient sous l'Ancien Régime le petit Bugey ou Bugey de Savoie.
Sous le comte suzerain (comte de Maurienne) se groupèrent tout d'abord les seigneurs du Bugey et ceux du Petit-Bugey. Quelques-uns de ces derniers comptèrent parmi les grands vassaux des comtes de Savoie au Moyen Âge : les de Seyssel, les de Chambuerc, les de la Forest, les de Chevelu, les de Sômont, les d'Ameysin ; d'autres plus tard, sous les ducs, furent investis des hautes charges de l’État.
Le Petit-Bugey dut, à sa situation géographique, d'être souvent saccagé par les routiers et partisans, puis occupé par les Bourguignons, les Dauphinois, les Français, les Espagnols.

### Période médiévale

#### Une frontière artificielle
Le Guiers marque avec le Rhône la limite occidentale du département de la Savoie. Le grand fleuve peut être qualifié, à l’évidence, de frontière naturelle et, de fait, il l’est resté depuis le traité de Lyon de 1601, lorsque a été rattaché au royaume de France le territoire correspondant au département de l’Ain, jusqu'en 1860, date de l’annexion de la Savoie - nonobstant les têtes de pont de Seyssel, Chanaz, La Balme, Pont d'Arlod françaises jusqu'en 1760. Mais on peut s’étonner de voir le Guiers jouer le même rôle. Ici encore il faut invoquer l'histoire en remontant, non plus jusqu’à l’empire romain mais jusqu’au XIVe siècle, lors du rattachement de la province du Dauphiné au royaume de France en 1348. Dès le début du deuxième millénaire, la maison de Savoie s'était acquis de solides positions dans le bas Dauphiné jusqu’à Saint-Symphorien-d'Ozon, aux rives du Rhône, à l’aval de Lyon. Elle était donc en rivalité avec les Dauphins et, une fois devenu maître du Dauphiné, le roi de France avait à régler avec le comte les problèmes résultant de cet enchevêtrement des territoires. Par le traité de Paris signé en 1355, le comte de Savoie Amédée VI ne consentit à renoncer à ses possessions dauphinoises qu’en s’assurant l’appui du roi dans la revendication de ses droits sur le Faucigny. Il fut donc convenu que le Guiers marquerait la frontière entre la France et la Savoie. A peine le traité signé, le comte en contesta l’interprétation. Conscient de l’insignifiance de ce petit cours d’eau si facile à franchir, il prétendait reculer la frontière de ses États aux limites de son bassin-versant et garder ainsi les deux rives sous son contrôle. Le différend ne devait être tranché que par un nouveau traité signé lui aussi à Paris en 1377 entre Amédée VI et le roi Charles V, qui avait été le premier à s’honorer du titre de dauphin avant son accession au trône. Le mariage du fils du comte, le futur Amédée VII plus connu sous le nom de comte Rouge, avec Bonne de Berry, petite-fille de Jean II le Bon, avait fourni l’occasion du déplacement du comte. Toute équivoque était désormais levée : c’était bien le cours du Guiers lui-même qui constituait la frontière,.
Les populations riveraines du Guiers devaient rester longtemps hostiles au tracé artificiel de cette frontière, à commencer par celle de Saint-Genix-sur-Guiers dont le destin était étroitement lié à celui d’Aoste, l’antique relais d'Augusta sur la voie romaine de Lugdunum à Mediolanum. On peut le vérifier à travers l'histoire des trois couples de villes enjambant le cours du Guiers, en commençant par Aouste (sic) et Saint-Genis formaient une unique communauté. Elles partageaient le même destin la première exerçant la fonction commerciale et résidentielle, la seconde spécialisée dans un rôle défensif. De leur côté les deux Pont-de-Beauvoisin se considéraient toujours aussi comme une collectivité unique, à telle enseigne que les fidèles de la rive savoyarde devaient franchir le pont pour assister à l’office religieux dans l’unique église Saint-Clément de l’unique paroisse sur la rive française. Certains sujets savoyards ne trouvèrent même de solution à leurs problèmes qu’en émigrant du côté dauphinois. Un siècle plus tard, la construction d’une bastille, pourtant modeste tour de guet au milieu du pont, fut interprétée comme une provocation par la partie savoyarde et le dauphin Louis II, le futur roi Louis XI, dut user de toute son autorité en 1454 pour mettre fin à toute contestation. Lorsque fut entrepris à partir de François Ier le nouveau pont de pierre, il fut entendu que le financement serait à charge des deux États, ce que le duc Charles-Emmanuel Ier ne finit par admettre de mauvaise grâce qu’en 1583. En conséquence, la commune savoyarde du Pont-de-Beauvoisin ne dispose que d’un territoire exigu de 1,83 km2 encastré dans la commune de Domessin ! Terminons avec le couple formé par la savoyarde Les Échelles et la dauphinoise Entre-Deux-Guiers. La seconde se considérait comme la tête de pont de la première et sous sa défense. Le litige entre France et Savoie était de la plus grande importance car il portait sur l'appartenance, non seulement d'Entre-Deux-Guiers mais sur tout le territoire du massif de la Chartreuse compris entre Guiers Vif et Guiers Mort. Les habitants de cette large marge frontalière savaient jouer de cette situation. Lors du passage du percepteur d'impôts, ils se voulaient toujours les fidèles sujets d’un prince mais ce n’était jamais celui de l'agent du fisc. La question ne devait être tranchée que par un traité en bonne et due forme en 1760. Les bornes matérialisant ce franchissement de frontière seront plantées au début du XIXe siècle sous le Buon Governo (« bon gouvernement », 1816-1860), correspondant de la Restauration avec le roi Louis XVIII,.

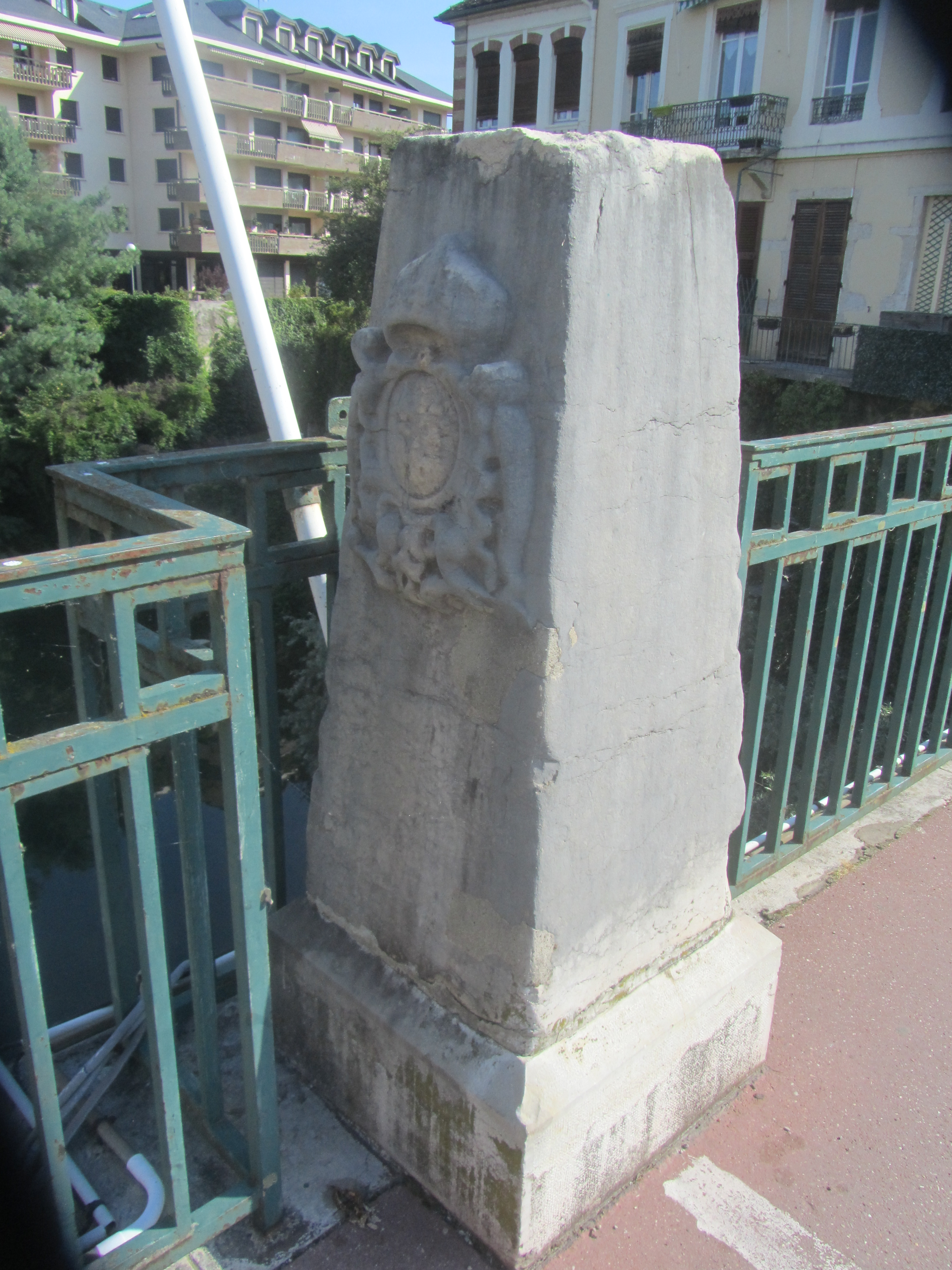
Borne frontière côté France à Pont-de-Beauvoisin.
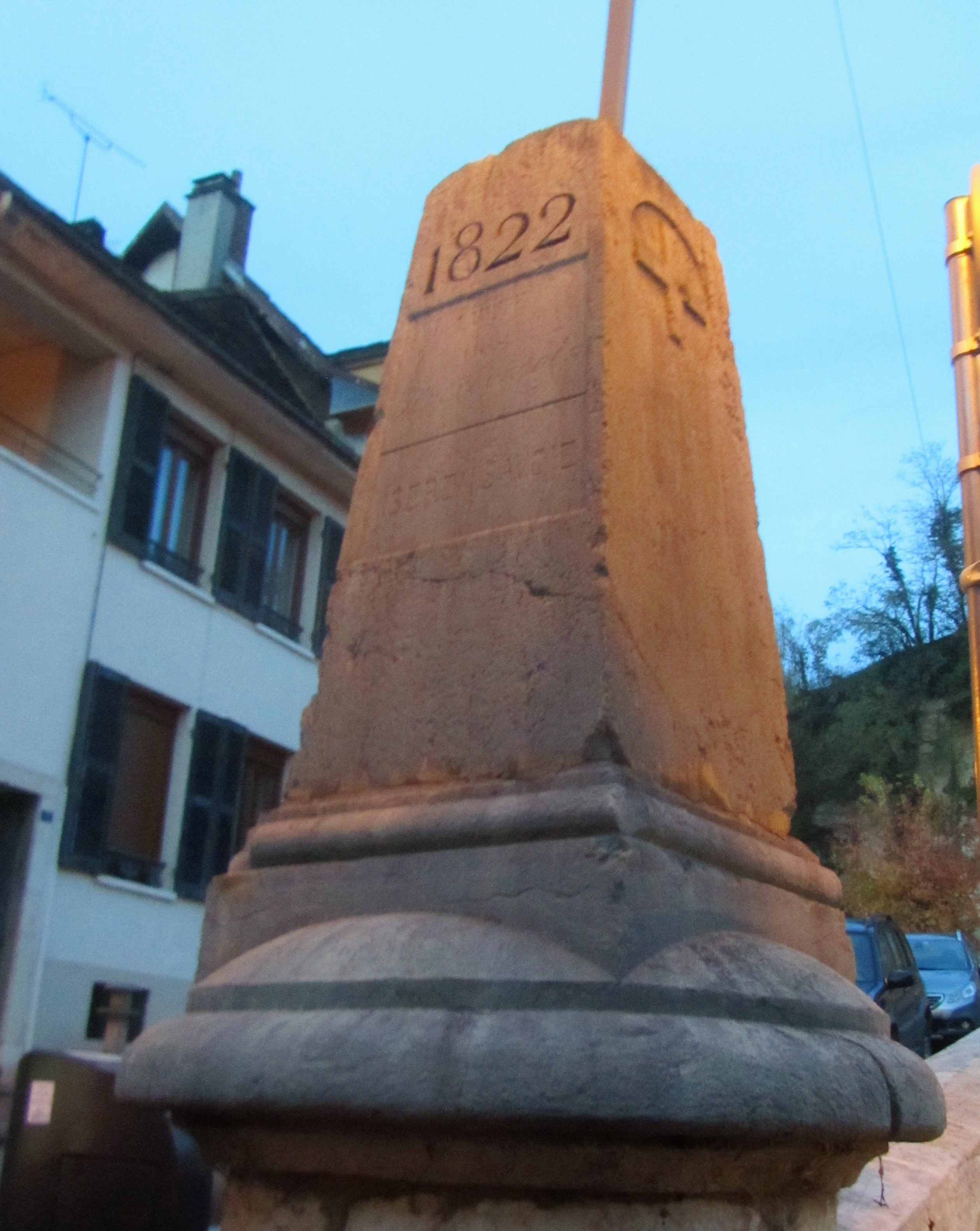
Borne frontière datée de la Restauration.
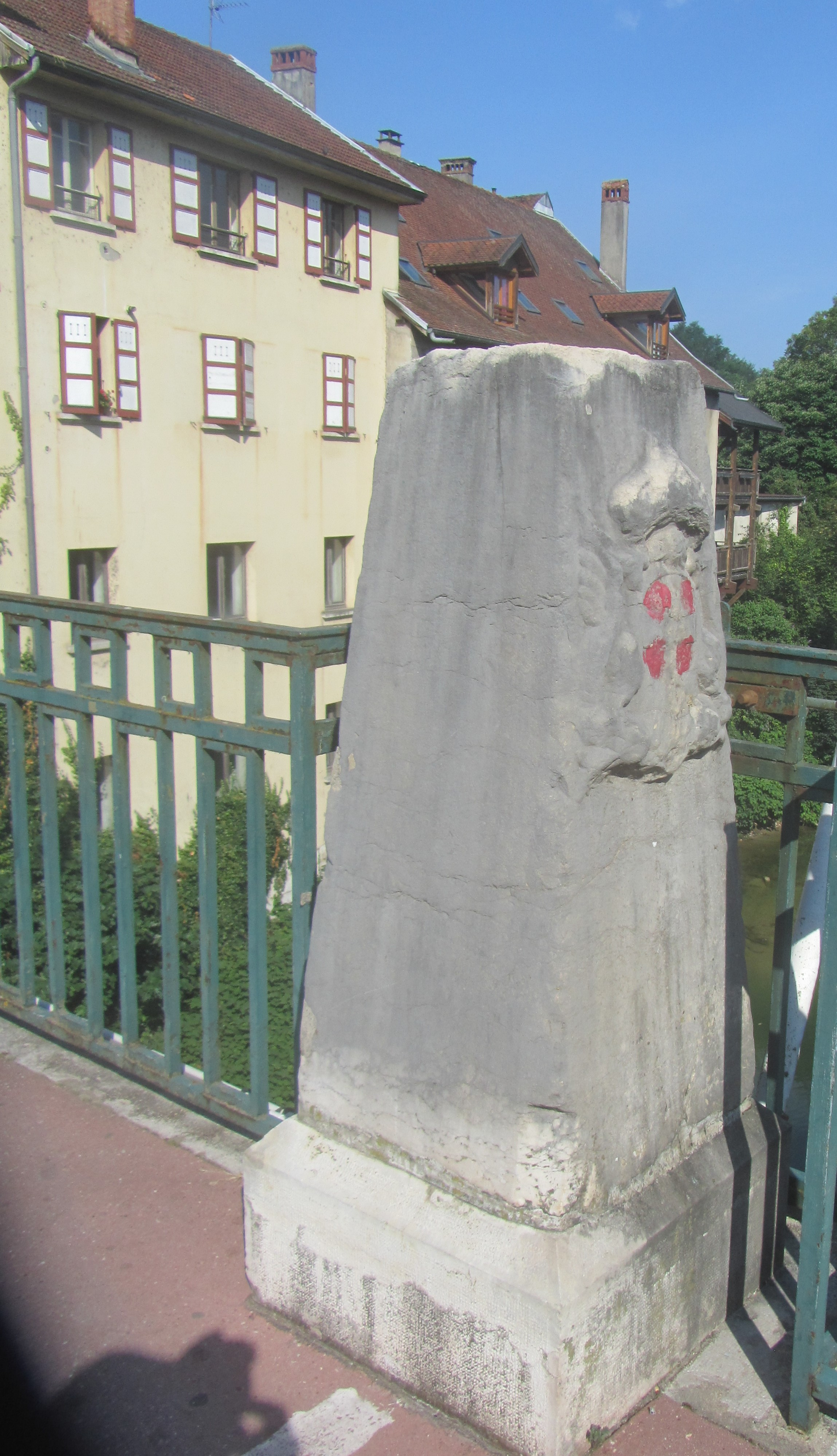
Borne frontière côté Savoie à Pont-de-Beauvoisin.

#### Châteaux en défense
Le rôle de l'Avant-pays savoyard dans l'histoire de la Savoie repose sur ses villes-ponts et châteaux permettant le commerce avec la France ou une ligne de défense contre sa puissante voisine. « Marches » de l'Ouest, cette petite-région possède de nombreux châteaux :
- le château de Lucey (XIIIe siècle) ;
- l'ancienne forteresse de Pierre-Châtel (XIIe siècle), résidence des comtes de Savoie, devenue en 1383 un monastère chartreux ;
- le château du Menuet aux Échelles ;
- les possessions de la famille de Montbel avec les châteaux de Dullin, Rochefort, Nances et le château seigneurial de Saint-Pierre-d'Entremont du XIVe siècle.

#### Bailliage de Novalaise
Une partie du territoire, au cours de la période savoyarde, à partir du XIIIe siècle, constitue le bailliage de Novalaise (bailliva Novalesii), l'un des huit bailliages du comté de Savoie,,. Son centre se trouve au château de Voiron.
Il comprend, en 1329, « 41 paroisses du Petit Bugey et 22 paroisses de l'actuel département de l'Isère ». Il est organisé de la fin du XIIIe siècle jusqu'en 1416 en châtellenies : Pont-de-Beauvoisin (vers 1277) ; Chanaz (avant 1289) ; Yenne (vers 1310) ; Île-de-Ciers aux Avenières (1314) ; Dolomieu (1314) et Entre-deux-Guiers (1380). La châtellenie de Cordon est unie à celle de Saint-Genix (Genis). On relève les châtellenies de Saint-Genix (Genis), de Chanaz et Yenne, de Pierre-Châtel, de Dolomieu, de l'Île-de-Guiers (Giers), du Pont-de-Beauvoisin, de Saint-Laurent-du-Pont et de Voiron. Lors du conflit delphino-savoyard, la région est une marche que se dispute le Dauphin et le comte de Savoie. Le traité de 1355 met un terme à presque cent ans de conflit et définit la frontière entre les deux principautés par le Guiers. Les possessions savoyardes en Dauphiné, deux châtellenies dont les places fortes des Avenières, Dolomieu, Saint Laurent du Pont et Voiron, sont démembrées du bailliage. Chacune des rives des bourgs de Pont-de-Beauvoisin et de Saint-Genix sont séparés, lors du traité d'interprétation du 24 février 1377. À la suite de ce démembrement, le bailliage est fondu dans celui du Bugey.

### Administration ecclésiastique
À l’entrée des gorges de Chailles on pouvait encore récemment faire une halte au Belvédère des Trois évêchés. L’interprétation de cette appellation ne manquait jamais de surprendre. Pour la comprendre, il faut faire référence aux premiers temps de la christianisation de la Gaule. Vienne d'abord. Les cadres religieux ayant été calqués sur les cadres administratifs de l’Empire romain, il ne faut pas s’étonner d’apprendre que Vienne figure en première place parmi ces trois évêchés. Elle pouvait prétendre à plusieurs titres exercer son contrôle sur les espaces situés à l’est du Rhône. En effet, les autorités romaines avaient imposé leur domination sur la cité gauloise avant la fondation de Lugdunum et bien des monuments témoignent encore aujourd’hui de son opulence aux premiers siècles de notre ère. La première liaison transalpine partait de Vienne en direction de Mediolanum (Milan). La présence d’une importante communauté chrétienne avait justifié la constitution d’un diocèse en 314 c’est-à-dire dès que l'empereur Constantin eut reconnu le droit de cité aux adeptes de la nouvelle religion. Située en rive gauche du Rhône, à l’inverse de Lugdunum, elle faisait logiquement figure de capitale de la peuplade gauloise des Allobroges qui occupait tout le territoire du futur Dauphiné jusqu’à Genève. Grenoble, ensuite. En 380, l'empereur Gratien avait promu au sein de cet espace une ancienne cité gauloise en la rebaptisant de son propre nom : Cularo ne serait plus connue désormais que sous le nom de Gratianopolis (Grenoble) et l'avait dotée d’un évêché mais comme suffragant de Vienne ainsi que Belley. On doit enfin à la fantaisie d'un roi mérovingien d’avoir créé en 552 le diocèse de Belley qui serait suffragant de la métropole de Besançon. Son territoire dès l’origine était très limité et devait le rester : il était constitué pour un tiers du sud du Bugey, dans l’actuel département de l’Ain. Les deux rives du Guiers en constituaient les deux autres tiers pour des surfaces à peu près identiques. Le côté savoyard en a gardé le souvenir sous le nom de Petit Bugey. Une telle situation devait durer jusqu’à la Révolution ! On ne s’étonnera pas de ne pas voir apparaître le nom de Chambéry. La raison en est que cette partie de la Savoie dépendait de l’évêché de Grenoble et que les ducs de Savoie-rois de Piémont ont dû faire pression sur le Saint-Siège pour qu’enfin leur capitale soit élevée au rang de capitale d’un diocèse en 1779 avec un territoire guère plus étendu que celui du diocèse de Belley.
Dans sa volonté simplificatrice, en 1790 par la fameuse Constitution civile du clergé, l’Assemblée constituante procéda à une refonte des cadres religieux : il n’y aurait plus qu’un évêché par département. Lorsque la Savoie a été annexée à la France en novembre 1792, cette règle fut appliquée au département du Mont-Blanc mais il faut attendre le Concordat de 1801 pour que Chambéry devienne siège de l’évêché en remplacement d'Annecy. Dans ce même esprit simplificateur, l’ancien Petit-Bugey fut rattaché au diocèse de Chambéry. Par une entorse aux nouvelles règles, si le département de l’Ain coïncidait désormais avec un diocèse, Belley restait le siège de l’évêché et lui donne toujours son nom et non pas le chef-lieu de Bourg-en-Bresse, siège de la préfecture. En conclusion, sous le rapport des institutions religieuses, l’Avant-Pays savoyard ne mérite son nom que depuis la fin du XVIIIe siècle.

### Mandrin et la contrebande
Conscientes du caractère artificiel de la frontière, les populations des deux rives du Guiers étaient de connivence pour faciliter la contrebande à laquelle elles s’associaient d’ailleurs toutes classes sociales confondues. La rivière pouvait être franchie facilement au cœur de l’été lorsque son débit, gonflé au printemps au-delà de 20 m3/seconde par la fonte des neiges du massif de la Chartreuse, marquait des étiages prononcés de quelques m3/seconde. Si certains gués comme celui du Bonnard à l’amont de Pont-de-Beauvoisin étaient réputés pour leur commodité, le franchissement était aisé sur toute la longueur du cours d’eau, même dans les gorges de Chailles où la solitude favorisait la discrétion. Le trafic local se nourrissait de marchandises entre économies complémentaires : objets français manufacturés (textiles, quincaillerie, mercerie, spiritueux) contre matières premières savoyardes (bois, cuir, chiffons) ou fourrages. Mais par la voie du Mont-Cenis parvenaient aussi les produits précieux en provenance même de la Chine ou de l’Inde. Cependant, rien n’était plus lucrative que la contrebande sur le tabac, la poudre ou le sel soumis à de lourdes impositions très impopulaires dans le royaume de France. Au total, la balance des échanges était très favorable à la Savoie et la vigilance des autorités ducales était très relâchée.

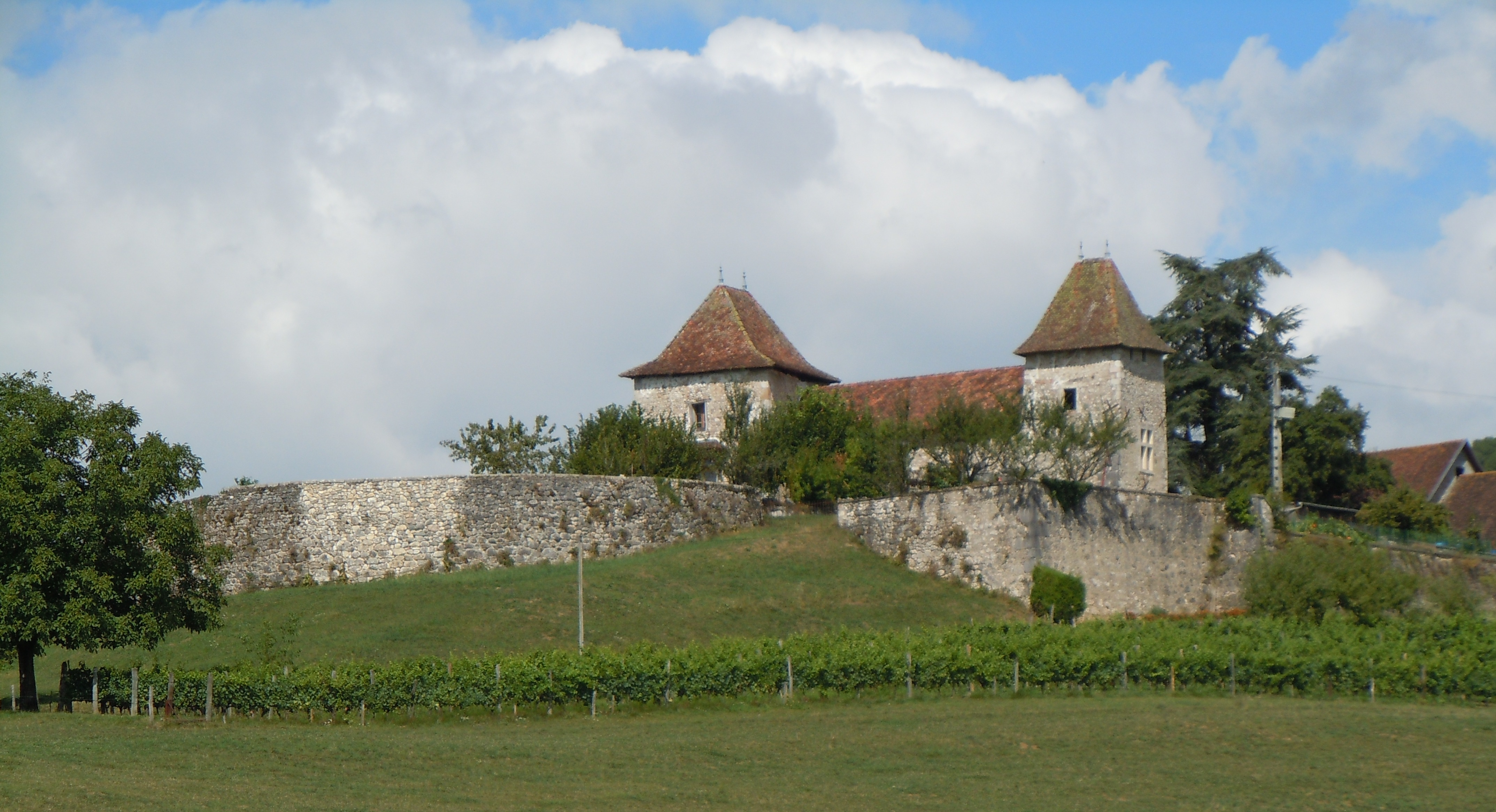
Château de Rochefort en Savoie sur sa butte.

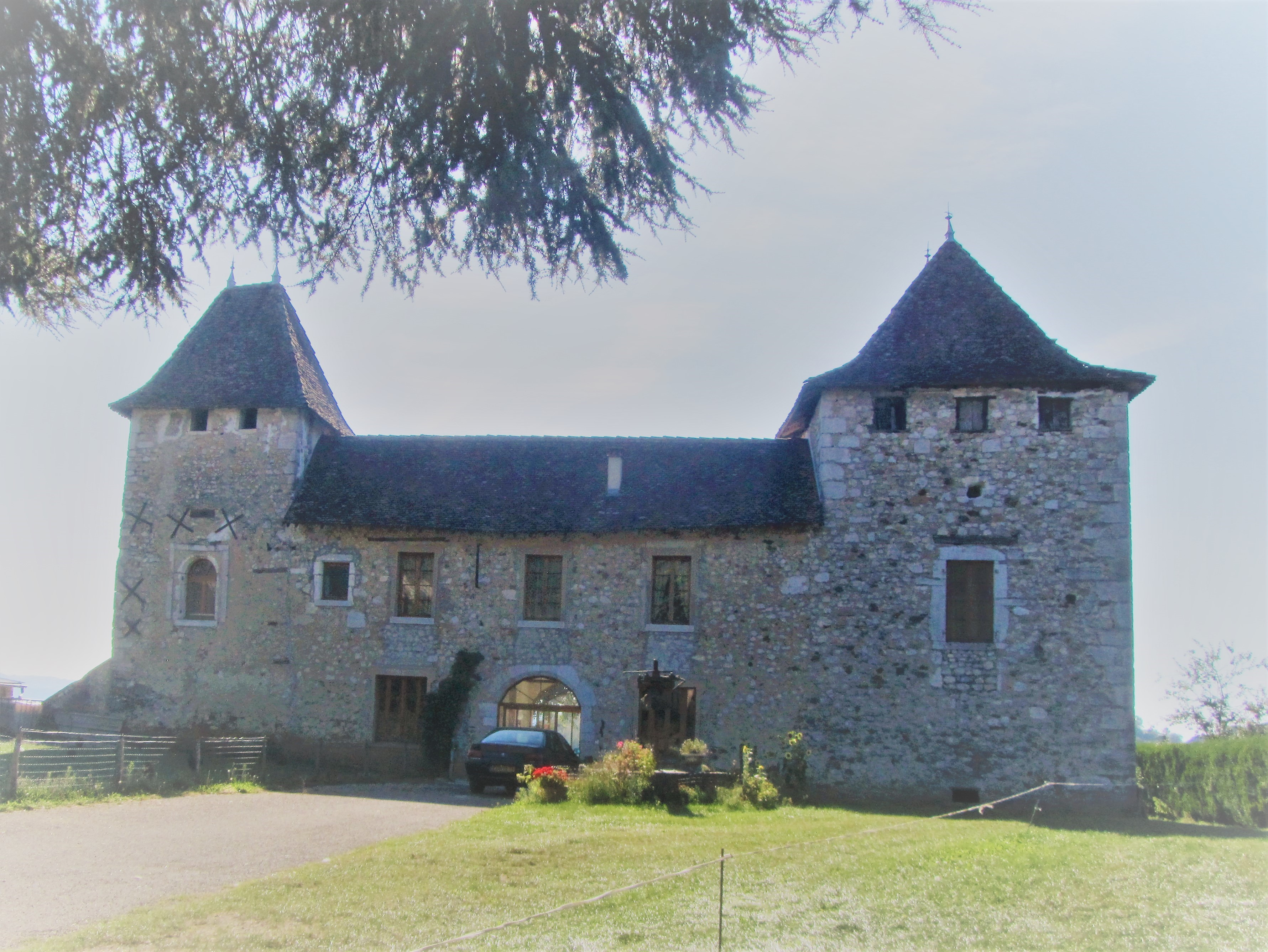
château de Rochefort façade est.

On pense, bien entendu, en tout premier lieu, au plus célèbre des contrebandiers, Louis Mandrin, ce Dauphinois natif de Saint-Étienne-de-Saint-Geoirs, à quelques lieues de la frontière, donc un enfant du pays. Sa personnalité hors normes en a fait un véritable héros tant auprès du petit peuple (d’où la légende du bandit bien aimé dans un rôle de justicier face à l’arbitraire des autorités) que du côté de la noblesse locale qui saluait son panache. Ne s’était-il pas imposé comme chef de bande à 28 ans après avoir servi sous les ordres d’un obscur patron ? N’avait-il pas manifesté des capacités exceptionnelles d’organisation en multipliant relais et dépôts (on ne comptait plus les « grottes de Mandin ») ? Ne manifestait-il pas de véritables dons de stratège par l’audace et la rapidité de ses « coups » et cette incroyable mobilité dans des secteurs aussi éloignés que la Bourgogne et le Rouergue ? Il ne manquait plus, pour entretenir durablement la mémoire du personnage, que les conditions si particulières de son arrestation en violation du droit international. La police française avait été avertie de la présence du contrebandier au château de Rochefort où il était l’hôte de noble seigneur Piolenc de Toury. Le colonel de la Morlière à la tête de cinq cents soldats dont quatre-vingt-dix « gâpians » (gardes-frontières) tous en tenue civile franchit le Guiers dans la nuit du 10 au 11 mai 1755. Parvenus au château, ils garrottent Mandrin et le jettent dans une charrette après avoir molesté le concierge, le fermier et sa femme et pillé la maison . « Au retour, ils donnent l’épouvante à tous les habitants, tuent deux villageois et en blessent onze. Ils regagnent la France chargés de butin. Trois cents empruntent le bac, en payant les passeurs à coups de crosse ». La postérité a surtout retenu le jugement de Stendhal dans ses Mémoires d'un touriste : « Ce brave contrebandier ne manquait ni d’audace ni d’esprit et à ce titre, sa mémoire vit dans le cœur des peuples. Mandrin eut cent fois plus de talent militaire que tous les généraux de son temps et finit noblement sur l’échafaud à Valence ».

### Période contemporaine
Jusqu'au traité de Lyon (défaite de la Savoie), en 1601, l'essentiel du commerce entre les deux États se fait par voie fluviale, via le Rhône, toutefois, le traité prévoit que le fleuve devienne intégralement français. « Bridés sur leur frontière au nord, les ducs de Savoie avaient tout intérêt à promouvoir le passage par le val de Guiers pour percevoir de substantiels péages » explique l'historien local Fernand Guicherd. Les Ducs de Savoie développent ainsi les villes-ponts, anciens postes-frontières, sur le Guiers afin de contrer la mainmise française sur le Rhône :
- Saint-Genix-sur-Guiers et son pendant dauphinois Aoste ;
- Le Pont-de-Beauvoisin et son pendant dauphinois Pont-de-Beauvoisin, relié par un pont en pierre, décidé sous François Ier en 1543, réellement construit en 1583. Plusieurs fois remanié ou reconstruit (dynamité en 1940) ;
- Les Échelles, et l'ancien château du Menuet (XIIIe siècle), avec sur la partie dauphinoise, le bourg d'Entre-deux-Guiers ;
- le canton de Saint-Genix-sur-Guiers ;
- le canton de Pont-de-Beauvoisin ;
- le canton des Échelles ;
- auxquels on rajoute parfois, le canton de Ruffieux.

### Des touristes et des hommes
Dès que la ligne ferroviaire directe de Lyon à Chambéry par Saint-André-le-Gaz a été ouverte aux voyageurs en 1884, les Lyonnais ont succombé au charme du lac d'Aiguebelette, à commencer par ceux qui étaient originaires du Petit-Bugey et pouvaient renouer ainsi avec leurs attaches familiales pendant les vacances ou le temps d’un week-end. Mais cette habitude s’est vite propagée dans la bourgeoisie de la grande ville. À la Belle Époque, le spectacle habituel est celui de barques conduites par des messieurs en canotier et de leurs compagnes en crinoline. On en vient à définir la cuvette d'Aiguebelette comme un nouvel arrondissement de Lyon. Après la Deuxième Guerre mondiale, cet attrait perdure pour les Lyonnais. En témoignent l’installation sur ses rives de deux personnalités emblématiques : Marcel Teppaz, l’industriel inventeur du premier électrophone portatif à Saint-Alban-de-Montbel et Frédéric Dard, le truculent auteur de San Antonio, à Novalaise. Par contagion sont attirées les célébrités du showbiz et du cinéma parisien.
En conséquence de la percée du tunnel de l’Épine en 1975, on aurait pu imaginer une rapide urbanisation de la cuvette d'Aiguebelette, par report en périphérie de la population l’agglomération chambérienne. Sans doute recense-t-on aujourd’hui dans les huit communes concernées près de trois fois plus d’habitants qu’en 1968 (6 700 contre 2 300) mais on ne peut parler de déferlante. Cette augmentation de 4 300 résidents permanents est à comparer, par exemple, à celle de la seule commune de La Motte-Servolex à la sortie est du tunnel : devenue la quatrième commune du département, elle est passée de 2 786 habitants en 1968 à 11 680 en 2016 8 894 de plus). Et pour leurs loisirs, ils peuvent fréquenter les rives du plus grand lac de France ! C’est au Bourget-du-Lac qu’est basé l’aviron-club de Chambéry. Les paysages de l’Avant-Pays savoyard ont conservé les charmes du monde rural en opposition à l’ambiance urbaine du chef-lieu du département et de l’agglomération aixoise.

## Politique
En 1985, le territoire est géré par le Syndicat Mixte de l'Avant-Pays Savoyard.
- Communauté de communes du Lac d'Aiguebelette

## Économie

### Agriculture

#### La vigne
Les vignobles de l'Avant-Pays savoyard s'étendent sur trois secteurs distincts au nord de Chambéry : l'ouest du lac du Bourget, la Chautagne au nord du lac du Bourget, sur la rive Est du Rhône, et en remontant un peu la vallée du Rhône, le secteur de Seyssel et Frangy, où s'élabore la prestigieuse Roussette de Savoie.
- Vignoble de Chautagne
- Vignoble de Frangy
- Vignoble de Jongieux
- Vignoble de Marestel
- Vignoble de Monthoux
- Vignoble de Seyssel

#### L'économie laitière
Les conditions naturelles ont favorisé la vocation de l’Avant-Pays savoyard pour l'élevage. Selon les dernières statistiques les prairies temporaires et permanentes couvrent 80 % de la surface agricole utile (SAU) . Les 15 % de cultures de céréales et de maïs contribuent pour partie à la nourriture du cheptel. Les 140 exploitations laitières sur lesquelles sont élevées 5 000 vaches produisent 26 millions de litres de lait chaque année (20 % de la Savoie). Il n’y a rien d’original dans ces données qui sont sensiblement les mêmes pour l’ensemble du département. Rien d’original non plus dans le système de coopératives héritées des fruitières qui collectent la production et assurent la transformation de ce lait en fromage. Elles ont connu le même phénomène de concentration alors qu’on en comptait 240 en 1956 dans l'ensemble du département. En revanche, la grande originalité est dans la nature des fromages fabriqués. La partie alpine des Savoie correspond pour l’essentiel aux périmètres des Appellations d'origine contrôlée (AOC) beaufort et reblochon. Cette partie jurassienne, elle, s’est longtemps vouée à la fabrication de l’emmental, sous l’influence de la Suisse, l’énormité des meules (jusqu’à 70 kg) justifiant à elle seule l’organisation collective en fruitières. Pour lutter contre la banalisation du produit, une appellation d’emmental savoyard avait été créée mais n’a pas suffi à fidéliser une clientèle. C’est pourquoi il a fallu se tourner vers une autre gamme assez variée de fromages. La coopérative qui doit son nom au regroupement d’Yenne, Ayn et Dullin valorise ainsi son litrage de 18 millions soit 5,8 tonnes quotidiennes sous la forme de tomme (68 %), de Dent du Chat (12 %), de fromage bio (2 %) et divers. La laiterie de Domessin se consacre à la raclette (75 %), à la tomme (20 %) et à la tartiflette (5 %). Avressieux reste pour partie fidèle à l’emmental mais met aussi sur le marché sa raclette et sa tomme. La qualité de la plupart de ces fromages est garantie par le classement en Indication géographique protégée (IGP),,

### Industrie
Chimie, électronique, mécanique... L'industrie représente 1 800 emplois, soit près de 45 % de l'emploi privé.

## Culture et patrimoine

### La maison dauphinoise
La maison traditionnelle de l’Avant-Pays savoyard appartient à la famille de la maison dauphinoise dont l’aire couvre principalement les parties centrale et orientale du Bas-Dauphiné et se prolonge vers le sud comme en un couloir de plaine en direction de Grenoble et jusqu’ à la limite méridionale du département de l’Isère. Son originalité tient à la fois à son architecture et au matériau dont elle est constituée.
Elle se présente comme une solide bâtisse plutôt surdimensionnée par rapport à la taille d’une famille si l’on tient compte du fait qu’elle est réservée uniquement à l’habitation (à l’opposé de la maison-bloc qui abrite aussi sous le même toit les bâtiments de l’exploitation agricole) les animaux ou les récoltes étant logés dans des constructions annexes. On la reconnaît aisément à son grand toit couvert de tuiles en écailles et débordant largement au-dessus du bâti. Sa forte pente se relève dans la partie inférieure en forme d’éteignoir : c’est le coyau, soutenu par de fortes consoles. Selon les historiens, ce type de maisons serait d’inspiration seigneuriale ou monastique et, dans le cas dauphinois, l’exemple serait à rechercher du côté du monastère de la Grande-Chartreuse. L’appellation de maison cartusienne serait plus adéquate. La construction des plus anciennes remonterait au XVIIe siècle,.
Cette avancée du toit assure une précieuse protection des murs car ils sont faits d’un matériau particulièrement sensible aux intempéries : le pisé. Si le mot est tiré du verbe piser qui signifie broyer dans le parler franco-provençal propre au Lyonnais, l’emploi de la terre comme matériau serait venu de l’Afrique tropicale dès l’époque romaine et la tradition s’en serait maintenue compte-tenu de la nature géologique du sous-sol molassique. La mode du pisé s’est d’autant plus répandue dans le Bas-Dauphiné que son plus ardent propagandiste, François Cointeraux, est un Lyonnais (1740-1830) auteur de 72 fascicules sur le sujet et ami de Crétet, natif de Pont-de-Beauvoisin, ministre de Napoléon. La matière première était donc disponible à proximité immédiate : il suffisait de la convoyer depuis un champ ou une carrière voisine, sauf à s’assurer de la qualité forte et franche de la terre : elle ne devait comporter qu’une certaine proportion d’argile car si celle-ci était trop abondante, elle présentait des retraits et se fendillait en séchant. Il fallait en éprouver la consistance en serrant une boule dans la main : elle devait garder sa forme sans coller aux doigts. Les travaux étaient conduits à la belle saison. Un maçon était d’abord à l’œuvre pour les fondations et le soubassement hourdés de galets et d'un mortier de chaux. L’élévation des murs au-dessus de cette assise d’environ un mètre de haut supposait la mobilisation d’une équipe de huit personnes sous le contrôle vigilant du charpentier : quatre assuraient la préparation de la terre, deux la montaient à hauteur de l’échafaudage et deux autres la pilonnaient entre les banches, ces cadres de bois maintenus au bon écartement par des serre-joints. On progressait par couches successives de 10 à 15 centimètres et une banchée de l’ordre de 70 cm pouvait être réalisée dans la journée. Un délai de plusieurs jours était nécessaire avant le décoffrage et il fallait attendre quinze jours avant d’entreprendre une nouvelle banchée. À ce rythme, la réalisation d’un mur de 8 mètres de hauteur pouvait prendre environ 5 mois. Le mur terminé d’un beau jaune ocre était parfois crépi. Dans ce cas, l’enduit était souvent peint avec des chaînes d’angle en fausse pierre apparente. Dans bien des cas sont encore visibles les trous de boulin dans lesquels étaient enfoncées les poutres de l’échafaudage.
Le pisé se recommande comme matériau de construction par sa dureté qui approche celle du béton et par son bilan thermique exceptionnel : les murs, généralement d’une soixantaine de centimètres d’épaisseur, stockent l’énergie pendant le jour et la restituent pendant la nuit, assurant ainsi une sorte de climatisation. L’intérieur de la maison reste frais en été et il y peu de pertes de chauffage en hiver. L’habitude s’en est perdue au profit du béton, plus facile à travailler, dans un milieu rural frappé par l’exode rural et où l’esprit d’équipe a disparu. On observe parfois la conservation de la base dans une nouvelle construction. Il est significatif que le hameau de Villefontaine de la ville nouvelle de l’Isle-d’Abeau, au cœur du Bas-Dauphiné ait été entièrement édifié avec ce matériau en 1985 et se veuille être un laboratoire au service des régions africaines qui lui sont restés fidèles.

### Les paysages du Bugey Savoyard
On les retrouve souvent dans l'œuvre du Peintre Balthus, qui a vécu à Champrovent.

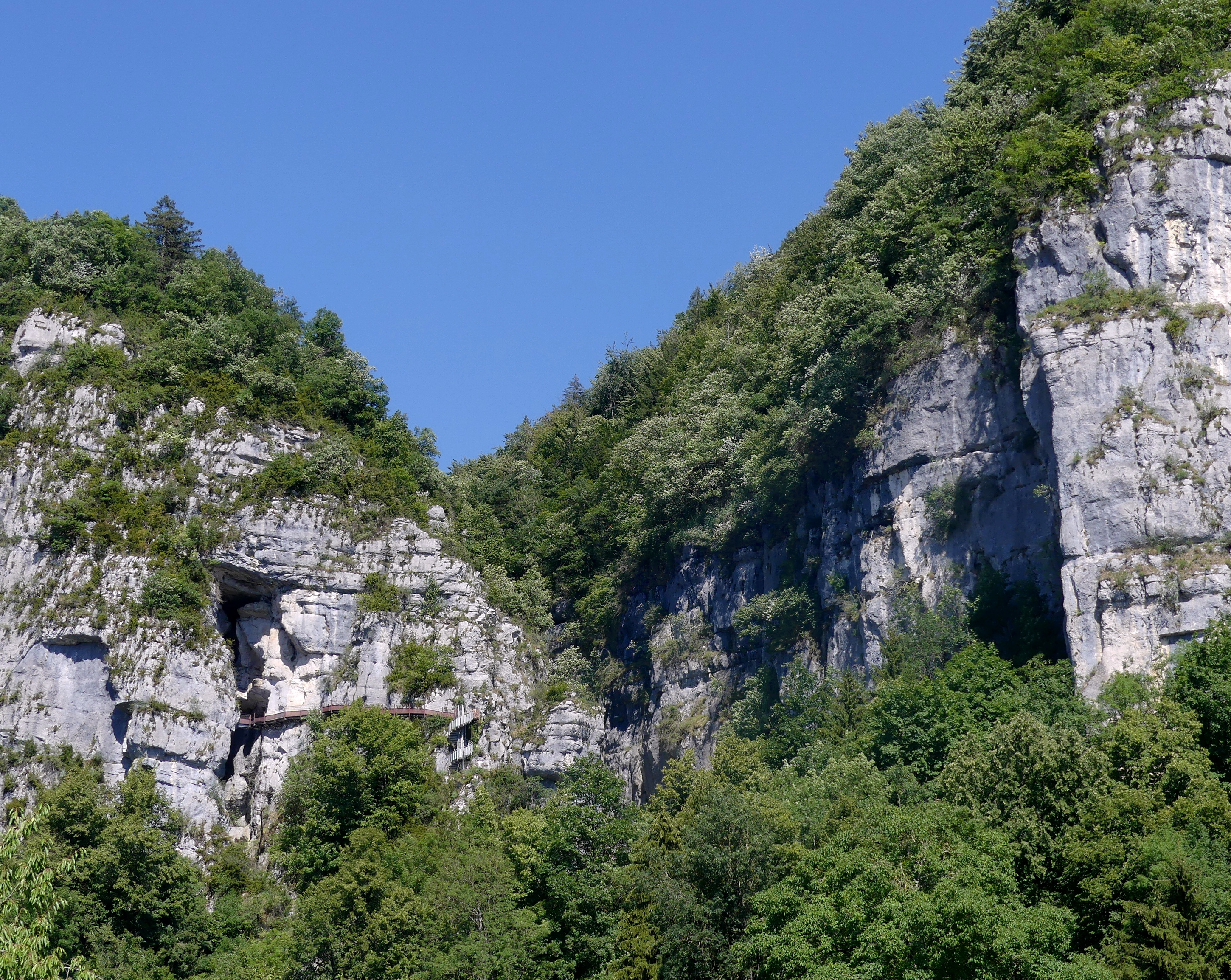
Une des multiples grottes de St-Christophe la Grotte.
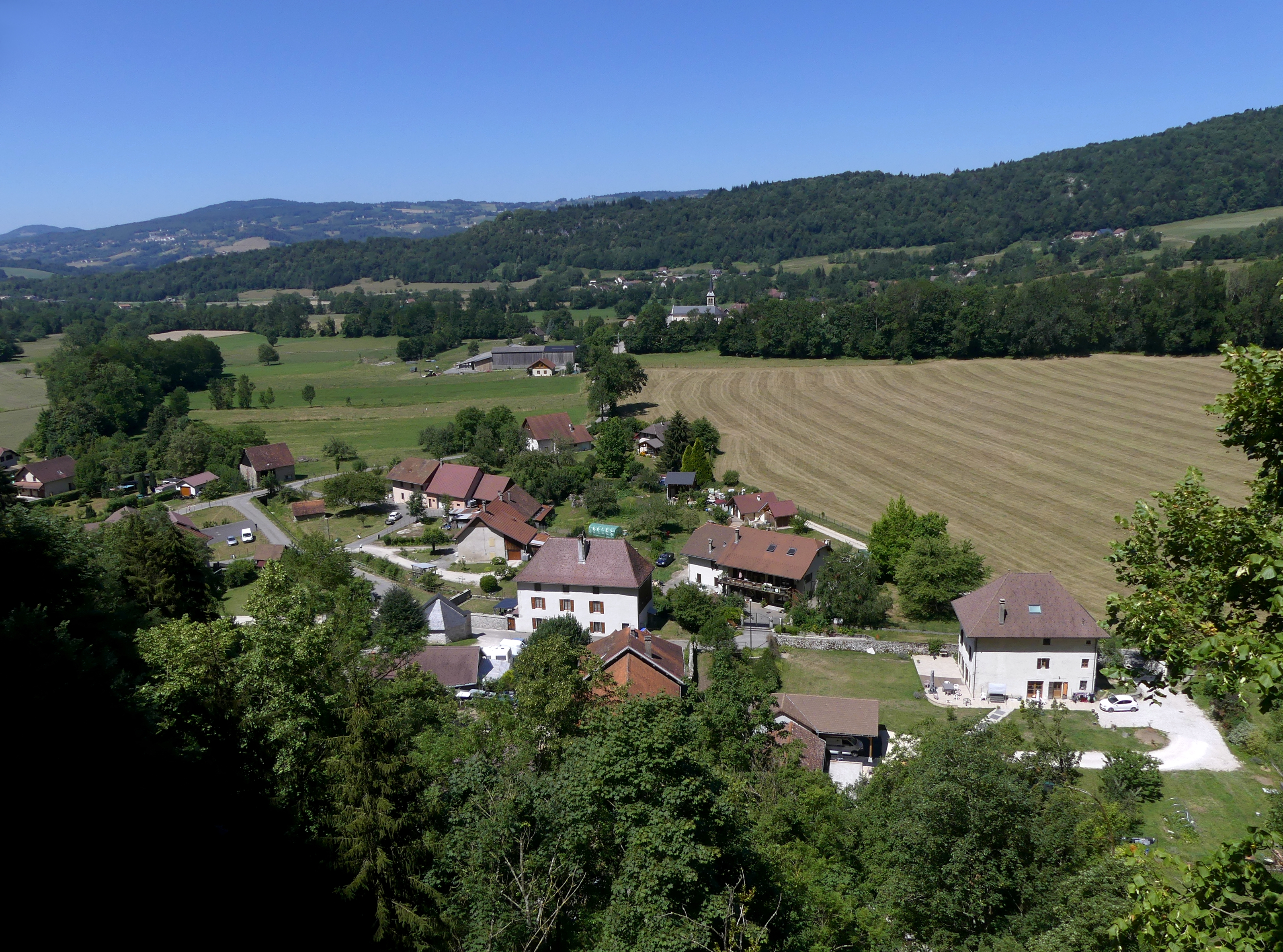
Contrastant avec les hauts sommets de l'est de la Savoie, l'Avant-pays savoyard dévoile lui de longues plaines ou plateaux.

### Sites naturels
- Le lac d'Aiguebelette, lieu de détente apprécié des Lyonnais comme des Chambériens, est situé dans l'Avant-Pays savoyard. C'est un haut-lieu pour l'aviron (sport).
- Lacs et marais de Chevelu, sur la commune de Saint-Jean-de-Chevelu, classés par arrêté préfectoral de protection du biotope. Sur 75 hectares se trouvent des espèces rares et remarquables :
  - pour la flore : liparis de Loesel, rossolis à feuilles rondes, rossolis à feuilles longues, séneçon des marais, ou orchis des marais ;
  - mais aussi pour la faune : rousserolle turdoïde, rousserolle effarvatte, bécassine des marais, héron et la couleuvre verte et jaune.